# لورينزو فالا
لورينزو فالا (حوالي 1407 – 1 أغسطس 1457) مفكر إنساني وكاتب بليغ ومعلم وباحث إيطالي في عصر النهضة. اشتهر بتحليله النصي التاريخي النقدي الذي أثبت أن مرسوم منحة قسطنطين كان مزورًا، وبالتالي مهاجمة وضعضعة فرضية السلطة الدنيوية المزعومة من نظام الحكم البابوي. يعتبر لورينزو أحيانًا مبشرًا بالإصلاح الديني.

## حياته
ولد فالا في روما، في عائلة تعود أصولها إلى بيشنزة؛ كان والده، لوسيافي ديلا فالا، محاميًا عمل في كوريا البابوية. تلقى تعليمه في روما، وحضر صفوف معلمين من بينهم ليوناردو بروني وجيوفاني أوريسبا، الذين تعلم منهم اللاتينية واليونانية. يعتقد بخلاف ذلك أنه درس بشكل ذاتي إلى حد كبير.
كان بروني سكرتيرًا بابويًا؛ وكان ملكيور سكريفاني، عم فالا، مثله أيضًا. لكن فالا أثار استياء أنطونيو لوسكي عندما دافع عن الخطيب كوينتيليان في أحد أعماله الأولى.  في عام 1431، رُسم كاهنًا؛ وحاول فالا في نفس العام عبثًا الحصول على منصب سكرتير بابوي للصين. لم ينجح بذلك، على الرغم من شبكة علاقاته.
ذهب فالا إلى بيشنزة، ومن ثم إلى بافيا، حيث حصل على أستاذية في الفصاحة. كانت فترة عمله في بافيا غير مريحة بسبب هجومه على الأسلوب اللاتيني للفقيه بارتولوس دي ساكسوفيراتو. تحول إلى رحالة، ينتقل من جامعة إلى أخرى، ويقبل التعاقدات القصيرة ويلقي المحاضرات في العديد من المدن.
دعاه البابا نيكولاس الخامس إلى روما عام 1447، وعمل هناك على كتابه ريبريزنتو. أصبح ناسخًا بابويًا، وفي عام 1455، أصبح سكرتيرًا بابويًا.
توفي فالا في روما. تم دفنه في الأصل تحت لوح ليكس دي إمبيريو فيسباسياني التذكاري خلف مذبح القديس يوحنا لاتيران. كان سيفريد ريبيش آخر من شاهد قبره وشاهدة قبره في عام 1570. في عام 1576، دمرها البابا غريغوري الثالث عشر، وهو من أشد المؤمنين بمرسوم منحة قسطنطين، عندما أرسل التمثال البرونزي إلى قصر دي كونسرفتوري. يوجد حاليًا نصب تذكاري لفالا في لاتيران.

## سمعته
تقدم السير الذاتية القديمة لفالا تفاصيل عن العديد من الخلافات الأدبية واللاهوتية، أبرزها مع جيانفرانشيسكو بوجيو براشيوليني، والتي حدثت بعد استيطانه في روما. استخدم فيه أسلوب لغة متطرف. يبدو أنه كان محبًا للجدال، يجمع بين الدقة العلمية الإنسانية والذكاء النقدي والحقد، ومعارضًا للسلطة الدنيوية للكنيسة الكاثوليكية.
كان لدى لوثر رأي سديد في فالا وكتاباته، وأطلق عليه روبرت بيلارمين لقب «خليفة لوثر». ذكر إيراسموس في دراسته أنه عندما يتعلق الأمر بقواعد اللغة اللاتينية، لم يكن هناك «مرشد أفضل من لورنزو فالا».